# The County Fair (film fra 1920)
The County Fair er en amerikansk stumfilm fra 1920 af Maurice Tourneur og Edmund Mortimer.

## Medvirkende
- Helen Jerome Eddy som Sally Greenway
- David Butler som Joel Bartlett
- Edythe Chapman som Abigail Prue
- William V. Mong som Solon Hammerhead
- Arthur Housman som Bruce Hammerhead
- John Steppling som Otis Tucker
- Charles Barton som Tim Vail
- Wesley Barry som Tommy Perkins